# Szymon Kaźmierowski
Szymon Kaźmierowski (ur. 2 lipca 1987 roku w Poznaniu) – polski piłkarz, wychowanek Dyskobolii Grodzisk Wielkopolski grający na pozycji napastnika. Obecnie reprezentuje barwy Orła Międzyrzecz.

## Kariera klubowa
W Ekstraklasie zadebiutował 26 listopada 2005 r. w ramach 15. kolejki w meczu przeciwko Koronie Kielce. Wraz z Dyskobolią zdobył Puchar Polski w sezonie 2006/07 oraz Puchar Ekstraklasy w sezonach 2006/07 i 2007/08. W swoim najlepszym sezonie rozegrał 14 spotkań ligowych oraz strzelił 2 gole. Jesienią 2007 roku przechodził rehabilitację po odniesionej kontuzji.

## Statystyki kariery
Aktualne na dzień 22 listopada 2017
| Klub                             | Sezon             | Liga              | Liga  | Liga   | Puchar Polski | Puchar Polski | Puchar Ekstraklasy | Puchar Ekstraklasy | Suma  | Suma   |
| Klub                             | Sezon             | Liga              | Mecze | Bramki | Mecze         | Bramki        | Mecze              | Bramki             | Mecze | Bramki |
| -------------------------------- | ----------------- | ----------------- | ----- | ------ | ------------- | ------------- | ------------------ | ------------------ | ----- | ------ |
| Dyskobolia Grodzisk Wielkopolski | 2005/2006         | Ekstraklasa       | 4     | 0      | 3             | 1             | –                  | –                  | 7     | 1      |
| Dyskobolia Grodzisk Wielkopolski | 2006/2007         | Ekstraklasa       | 14    | 2      | 1             | 1             | 5                  | 0                  | 20    | 3      |
| Dyskobolia Grodzisk Wielkopolski | 2007/2008         | Ekstraklasa       | 4     | 0      | 1             | 0             | 4                  | 2                  | 9     | 2      |
| Dyskobolia Grodzisk Wielkopolski | Ogółem            | Ogółem            | 22    | 2      | 5             | 2             | 9                  | 2                  | 36    | 6      |
| Polonia Warszawa                 | 2008/2009 j       | Ekstraklasa       | 2     | 1      | 1             | 1             | 1                  | 0                  | 4     | 2      |
| Polonia Warszawa                 | Ogółem            | Ogółem            | 2     | 1      | 1             | 1             | 1                  | 0                  | 4     | 2      |
| Warta Poznań                     | 2009/2010 w       | I liga            | 14    | 3      | 0             | 0             | –                  | –                  | 14    | 3      |
| Warta Poznań                     | Ogółem            | Ogółem            | 14    | 3      | 0             | 0             | 0                  | 0                  | 14    | 3      |
| Chojniczanka Chojnice            | 2010/2011 w       | II liga           | 13    | 2      | 0             | 0             | –                  | –                  | 13    | 2      |
| Chojniczanka Chojnice            | 2011/2012         | II liga           | 33    | 8      | 1             | 1             | –                  | –                  | 34    | 9      |
| Chojniczanka Chojnice            | Ogółem            | Ogółem            | 46    | 10     | 1             | 1             | 0                  | 0                  | 47    | 11     |
| Stomil Olsztyn                   | 2012/2013         | I liga            | 29    | 6      | 1             | 1             | –                  | –                  | 30    | 7      |
| Stomil Olsztyn                   | 2013/2014 j       | I liga            | 12    | 1      | 0             | 0             | –                  | –                  | 12    | 1      |
| Stomil Olsztyn                   | Ogółem            | Ogółem            | 41    | 7      | 1             | 1             | 0                  | 0                  | 42    | 8      |
| Stal Rzeszów                     | 2013/2014 w       | II liga           | 13    | 3      | 0             | 0             | –                  | –                  | 13    | 3      |
| Stal Rzeszów                     | Ogółem            | Ogółem            | 13    | 3      | 0             | 0             | 0                  | 0                  | 13    | 3      |
| Formacja Port 2000 Mostki        | 2014/2015         | III liga          | 20    | 2      | 1             | 1             | –                  | –                  | 21    | 3      |
| Formacja Port 2000 Mostki        | 2015/2016         | III liga          | 24    | 4      | 5             | 3             | –                  | –                  | 29    | 7      |
| Formacja Port 2000 Mostki        | 2016/2017         | IV liga           | 31    | 10     | 0             | 0             | –                  | –                  | 31    | 10     |
| Formacja Port 2000 Mostki        | Ogółem            | Ogółem            | 75    | 16     | 6             | 4             | 0                  | 0                  | 81    | 20     |
| Orzeł Międzyrzecz                | 2017/2018         | V liga            | 14    | 14     | 0             | 0             | 0                  | 0                  | 14    | 14     |
| Orzeł Międzyrzecz                | Ogółem            | Ogółem            | 14    | 14     | 0             | 0             | 0                  | 0                  | 14    | 14     |
| Ogółem w karierze                | Ogółem w karierze | Ogółem w karierze | 227   | 56     | 14            | 9             | 10                 | 2                  | 251   | 67     |

## Kariera reprezentacyjna
Szymon Kaźmierowski był w orbicie zainteresowań trenera Michała Globisza przed Mistrzostwami Europy U-19 w 2006 roku, które odbywały się w Wielkopolsce. Niestety, występ na tej imprezie uniemożliwiła mu kontuzja.